# Eupithecia maerkerata
Eupithecia maerkerata là một loài bướm đêm trong họ Geometridae.